# Winfried Huck
Winfried Siegmar Huck (* 1960 in Bonn) ist ein deutscher Jurist und Hochschullehrer mit den Forschungsschwerpunkten europäisches und internationales Wirtschaftsrecht.

## Leben
Huck studierte von 1981 bis 1986 zunächst Politische Wissenschaften, Neue Geschichte, Öffentliches Recht und später Rechtswissenschaften an der Rechts- und Staatswissenschaftlichen Fakultät der Universität Bonn. Nach dem ersten Staatsexamen im Februar 1987 folgte das Referendariat in Bonn. Das zweite Staatsexamen legte er 1990 in Düsseldorf ab. An der Universität Bonn wurde Huck im Jahr 1991 über das Thema Transport radioaktiver Stoffe promoviert. Sein Erstgutachter war  Michael Ronellenfitsch und sein Zweitgutachter war Jürgen Salzwedel.
Von 1991 bis 1997 war Huck im neu gegründeten Bundesamt für Strahlenschutz (BfS) als Referatsleiter für Grundsatzangelegenheiten in der Abteilung Kernbrennstoffkreislauf tätig. 1997 erhielt er einen Ruf an die Ostfalia Hochschule für angewandte Wissenschaften, wo er seitdem lehrt. Von 2003 bis 2006 war er außerdem Legal Consultant der Internationalen Atomenergie-Organisation (IAEO) in Wien.

## Hochschulkooperationen
An der Entstehung folgender Kooperationen war Huck beteiligt:
- Universität Cagliari, Italien
- Universität Catania, Italien
- Coventry University, England
- Universität Neapel Federico II, Italien
- Universität von Havanna, Kuba
- Uniwersytet Humanistycznospołeczny, Warschau, Polen
- CDHK, Shanghai, China
- University of the West Indies, St. Augustine Campus, Trinidad & Tobago

## Lehr- und Forschungsorte
Seine Lehre und Forschung führten ihn unter anderem an folgende Universitäten:
- CDHK, Shanghai, China
- Universität Wuhan, China
- Central South University, China
- Universität von Havanna, Kuba
- Symbiosis Law School, Pune, Indian
- Università degli Studi di Napoli Federico II, Italien
- University of the West Indies, St. Augustine Campus, Trinidad & Tobago
- Universität Modena und Reggio Emilia, Italien
- Università degli Studi di Cagliari, Italien
- Università degli studi di Catania, Italien
- Universität zu Köln, Deutschland
- University of Cambridge, England
- Uniwersytet Humanistycznospołeczny SWPS, Warschau, Polen

## Veröffentlichungen (Auswahl)
- Sustainable Development Goals. In Gemeinschaft mit Hart Publishing, Oxford, C.H.BECK, München und Nomos Verlagsgesellschaft, Baden-Baden 2022, ISBN 978-3-406-75351-0.
- Framework and content of energy transition in Southeast Asia with ASEAN and the EU. In: The Journal of World Energy Law & Business (OUP), Volume 15, Issue 5, 2022, S. 396–408.
- The UN Sustainable Development Goals and the Governance of Global Public Goods: The Quest for Legitimacy. In: Massimo Iovane, Fulvio M. Palombino, Daniele Amoroso, Giovanni Zarra (Hrsg.): The Protection of General Interests in Contemporary International Law: A Theoretical and Empirical Inquiry, Oxford 2021, ISBN 978-0-19-284650-1.
- Gaining a Foot in the Door: Giving Access to Justice with SDG 16.3?. In: C-EENRG Working Papers. 2021-5, 2021, S. 1–26.
- Informal International Law-Making in the ASEAN: Consensus, Informality, and Accountability. Zeitschrift für ausländisches öffentliches Recht und Völkerrecht (ZaöRV) / Heidelberg Journal of International Law (HJIL) 2020, S. 101–138.
- Die EU und die Globale Agenda 2030 der Vereinten Nationen: Reflexion, Strategie und rechtliche Umsetzung. Europäische Zeitschrift für Wirtschaftsrecht (EuZW) 2019, S. 581–587.
- Verwaltungsverfahrensgesetz (Huck und Müller). Kommentar, 3. Aufl., Verlag C.H.BECK, München 2020, ISBN 978-3-406-74952-0.
- ASEAN and EU: Trust, Consultation and Consensus Instead of ‘Ever Closer Union’. In: European Journal of Business Law / Europäische Zeitschrift für Wirtschaftsrecht (EuZW) 2018, S. 886–891.

## Mitgliedschaften
- Centre for International Sustainable Development Law (CISDL)
- International Law Association (ILA)
- Deutsche Vereinigung für Internationales Recht (DVIR)
- European Society of International Law (ESIL)
- Deutsch-Israelische Gesellschaft (DIG)
- Wissenschaftlicher Beirat in der Zeitschrift Nachhaltigkeitsrecht[8]
- Miembro corresponsal de la Sociedad Cubana de Derecho Constitucional y Administrativo de la Unión Nacional de Juristas de Cuba, Havana